# Jeanne-Mance (circonscription provinciale)
Pour les articles homonymes, voir Jeanne Mance (homonymie).
Jeanne-Mance est une ancienne circonscription provinciale du Québec. Elle fut créée en 1965 à partir de l'ancienne circonscription de Montréal–Jeanne-Mance. En 2001 elle est abolie pour former Jeanne-Mance–Viger.

## Liste des députés
| Législature                                     | Années    | Député | Député           | Parti           |
| ----------------------------------------------- | --------- | ------ | ---------------- | --------------- |
| Jeanne-Mance Créée depuis Montréal—Jeanne-Mance |           |        |                  |                 |
| 28e                                             | 1966–1970 |        | Aimé Brisson     | Libéral         |
| 29e                                             | 1970–1973 |        | Aimé Brisson     | Libéral         |
| 30e                                             | 1973–1976 |        | Aimé Brisson     | Libéral         |
| 31e                                             | 1976–1980 |        | Henri Laberge    | Parti québécois |
| 32e                                             | 1981–1985 |        | Michel Bissonnet | Libéral         |
| 33e                                             | 1985–1989 |        | Michel Bissonnet | Libéral         |
| 34e                                             | 1989–1994 |        | Michel Bissonnet | Libéral         |
| 35e                                             | 1994–1998 |        | Michel Bissonnet | Libéral         |
| 36e                                             | 1998–2003 |        | Michel Bissonnet | Libéral         |
| Dissoute dans Jeanne-Mance–Viger                |           |        |                  |                 |

## Résultats électoraux

### Évolution pour les principaux partis
| |
| - Parti libéral - Union nationale (ancien) - Parti québécois - Crédit social (ancien) - Parti égalité (ancien) - Action démocratique (ancien) |